# Rhynchopsidium pumilum
Rhynchopsidium pumilum là một loài thực vật có hoa trong họ Cúc. Loài này được (L.f.) DC. miêu tả khoa học đầu tiên.